# Giáo dục khoa cử Đàng Trong thời Lê trung hưng
Do nước Đại Việt bị chia cắt thời Lê trung hưng, việc giáo dục khoa cử của Đàng Trong và Đàng Ngoài hoàn toàn tách biệt dưới hai chế độ cai trị của chúa Nguyễn và chúa Trịnh.
Vùng đất Đàng Trong mới mở mang, chưa có bề dày lịch sử nên việc giáo dục và thi cử chưa có quy củ như Đàng Ngoài.

## Giáo dục
Vì hoàn cảnh lịch sử, Nho học tại Đàng Trong chưa có vị trí sâu, rộng như ở Đàng Ngoài. Trong thời kỳ đầu, các chúa Nguyễn bổ nhiệm quan lại đều trên cơ sở lấy con em quý tộc và sự tiến cử của quan lại địa phương rồi bổ nhiệm. Nhưng do nhu cầu cần nhân tài cho bộ máy quan liêu, các chúa Nguyễn đã từng bước xúc tiến việc học tập và thi cử.
Tuy nhiên, các chúa Nguyễn không mở trường công mà để tùy ý dân gian các địa phương tự mở trường tư, chính quyền chỉ tổ chức các kỳ thi tuyển.

## Thi cử
Từ năm 1632, Nguyễn Phúc Nguyên thi hành chính sách duyệt tuyển: 3 năm một lần tuyển nhỏ, 6 năm một lần tuyển lớn. Các học trò ở huyện được lệnh đến trấn dinh khảo thí một ngày, gọi là "thi quận mùa xuân". Phép thi dùng 1 bài thơ, 1 bài văn sách, hạn trong 1 ngày làm xong. Lấy tri phủ, Tri huyện làm sơ khảo, Ký lục làm phúc khảo. Người trúng tuyển cho làm chức Nhiêu học và cho miễn thuế sai dư 5 năm. Ngoài ra còn tổ chức viết chữ Hán, ai trúng được bổ làm việc ở 3 ty Xá sai, Lệnh sử và Tướng thần lại.
Năm 1646, chúa Nguyễn mở khoa thi Thu đầu tiên, gọi là Thu vi hội thí (Thi hội mùa thu). Từ đó định ra lệ thi 9 năm 1 lần, chia làm 2 khoa Chính đồ (tương tự như thi Hương, thi Hội ở Đàng Ngoài - để lấy người thi đỗ ra làm quan) và Hoa văn.
Thi Chính đồ diễn ra trong 3 ngày:
- Ngày đầu thi tứ lục
- Ngày thứ 2 thi thơ phú
- Ngày thứ 3 thi văn sách

Người trúng tuyển chia 3 hạng:
- Giáp gọi là Giám sinh, bổ làm Tri phủ
- Ất gọi là Sinh đồ, bổ làm Huấn đạo
- Bính cũng gọi là Sinh đồ, tương đương với tú tài, bổ làm Lễ sinh hoặc Nhiêu học.

Thi Hoa văn cũng diễn ra trong 3 ngày, mỗi ngày viết 1 bài thơ, người trúng tuyển cũng chia 3 hạng, bổ nhiệm làm việc ở 3 ty Xá sai, Lệnh sử và Tướng thần lại.
Năm 1660, Nguyễn Phúc Tần cho mở kỳ thi Hội, lấy đỗ 5 người thi Chính đồ và 15 người thi Hoa văn. Những người thi đỗ được vào Chính dinh (Phú Xuân) thi Đình: chúa Nguyễn cho thi tiếp một luật thơ nữa để định hạng đậu cao thấp và bổ chức quan.
Sau khi lấy đỗ những người thi Chính đồ và Hoa văn, Nguyễn Phúc Tần lại tổ chức thêm kỳ thi Thám phỏng để thăm dò suy nghĩ của sĩ tử về thời cuộc nhằm chọn thêm quan lại cho các ty. Thí sinh chỉ thi trong 1 ngày, được hỏi về tình hình binh dân Đàng Trong và công việc của chính quyền Đàng Ngoài, sau đó lấy đỗ được 7 người.
Năm 1679, chúa Nguyễn lại cho mở thi Nhiêu học nhưng chỉ thi Chính đồ mà không thi Hoa văn. Năm 1683 lại khôi phục thi Hoa văn nhưng tới năm 1684 trong dịp làm duyệt tuyển lớn, Nguyễn Phúc Tần lại bãi bỏ thi Nhiêu học, dù có nhiều ý kiến can ngăn. Nhìn tổng thể thời Nguyễn Phúc Tần, tuy có việc thi cử nhưng thể lệ liên tục thay đổi, có sự hạn chế người đi thi, vì vậy trong 40 năm chúa Nguyễn không lấy được một người thi đậu Nhiêu học nào.
Sang thời Nguyễn Phúc Trăn, do nhu cầu nhân tài nên năm 1689 phục hồi lại thể lệ hạn chế thi cử thời trước. Từ đó thi Nhiêu học mới được tiến hành đều đặn. Tới năm 1695, Đàng Trong mới chính thức có việc thi Đình được duy trì, nhưng lại chỉ dành cho quan lại đương chức mà không cho người mới dự thi để tuyển dụng.
Năm 1740, chúa Nguyễn Phúc Khoát cho định lại phép thi mùa Thu và quyền lợi của người đỗ. Theo đó kỳ 1 thi Tứ lục, ai trúng gọi là Nhiêu học, được miễn tiền sai dư 5 năm. Kỳ 2 thi thơ phú, kỳ 3 thi kinh nghĩa, ai trúng được miễn thú dịch. Kỳ 4 thi văn sách, ai trúng gọi là Hương cống, được bổ làm tri phủ, tri huyện và Huấn đạo.
Năm 1768, Nguyễn Phúc Thuần cho mở kỳ thi Hương đầu tiên và cũng là khoa thi cuối cùng trong việc khoa cử ở Đàng Trong, vì không lâu sau phong trào Tây Sơn nổi dậy.

## Nhận định
Việc định ra chế độ khoa cử ở Đàng Trong phần nào đánh dấu bước tiến về Nho học và sự trưởng thành của đội ngũ quan liêu trong chính quyền. Nhưng việc khoa cử Đàng Trong không thịnh hành và không đều đặn và không hiệu quả như ở Đàng Ngoài.
Hệ thống thi cử Đàng Trong chưa hoàn bị so với Đàng Ngoài vì miền đất này mới mở mang, chưa có bề dày chiều sâu. Trong suốt 200 năm tồn tại, các chúa Nguyễn chưa mở một kỳ thi Hội, thi Đình nào theo đúng nghĩa chính quy như ở Đàng Ngoài, những người có thực tài cần thiết để bổ sung cho bộ máy chính quyền Đàng Trong thông qua thi cử rất ít.
Lê Quý Đôn đã viết về việc thi cử Đàng Trong trong cuốn Phủ biên tạp lục như sau:
Họ Nguyễn trước chuyên giữ một phương chỉ mở thi Hương, song cũng dùng lại tư, không chuộng văn học, ít thu lượm được người tuấn dị. Mỗi khi khảo thí thì lấy thí sinh Hoa văn cao gấp 5 lần Chính đồ và những nơi quan yếu thì ủy cho họ hàng coi giữ mà cho người đậu Hoa văn giúp việc. Người đậu thi Hương chỉ coi việc kiện tụng hay làm Ký lục coi việc thuế khóa, những mưu kế lớn không được hỏi han đến; còn bọn tiểu học hậu sinh thì cũng không thấy có sự nuôi dạy tác thành.